# Réseau de bus STILL
Le réseau de bus STILL (Service de transports intercommunaux Loing Lunain) était un réseau de bus opérant sur le sud du département de Seine-et-Marne, basé à Nemours. Le réseau est exploité par le groupe Transdev, via deux sociétés. En 2007, l'ancien réseau urbain de Nemours, Trans Val-du-Loing (TVL), a été fusionné avec STILL dont les anciennes lignes sont celles de 1 à 6.

## Historique

### Ouverture à la concurrence
En raison de l'ouverture à la concurrence des réseaux d'autobus en Île-de-France, le réseau de bus Vallée du Loing - Nemours est créé le 1er août 2023, correspondant à la délégation de service public numéro 17 établie par Île-de-France Mobilités. Un appel d'offres a donc été lancé par l'autorité organisatrice afin de désigner une entreprise qui exploitera le réseau pour une durée de cinq ans. C'est finalement Transdev, via sa filiale Transdev Vallée du Loing, qui a été désigné lors du conseil d'administration du 7 décembre 2022 pour exploiter l’intégralité des lignes du réseau de bus STILL

## Exploitation

### Entreprise exploitante
Le réseau est exploité par 
- l'établissement Transdev de Nemours pour toutes les lignes mis à part la ligne 19 ;
- la société Interval pour la ligne 19.

### Matériel roulant
Liste des autobus et autocars au 3 février 2020.
- Heuliez GX 317
- Heuliez GX 327
- Heuliez GX 337
- Mercedes-Benz Intouro
- Irisbus Crossway
- Iveco Crossway Line
- Irisbus Axer
- Irisbus Citelis 12
- Iveco Daily Line

## Identité visuelle

Logo du réseau TVL (Trans Val de Loing).